# (72537) 2001 DP102
(72537) 2001 DP102 – planetoida z pasa głównego asteroid okrążająca Słońce w ciągu 3,93 lat w średniej odległości 2,49 j.a. Odkryta 16 lutego 2001 roku.